# 日向市立富島中学校
日向市立富島中学校（ひゅうがしりつ とみしまちゅうがっこう）は、宮崎県日向市大字日知屋にある公立の中学校。

## 概要
- 生徒数 - 608名（平成22年度）

## 沿革
- 1947年（昭和22年）3月20日　- 富島東中学校、富島西中学校の設立認可。
- 1947年（昭和22年）4月1日 - 上記2校が合併し、富島町立富島中学校開校。
- 1951年（昭和26年）4月1日 - 日向市発足に伴い日向市立富島中学校に改称。
- 1959年（昭和34年）3月25日 - 大字富高に西校舎を設置。
- 1960年（昭和35年）10月15日 - 西校舎が日向中学校として分離。
- 1984年（昭和59年）4月1日 - 大王谷中学校が分離。
- 現在 - 日知屋小学校・日知屋東小学校・細島小学校と連携型による小中一貫教育[1]を行っている。

## 通学区域
富島中学校の通学区域には以下の区域が指定されている。
- 日知屋小学校 通学区域
- 日知屋東小学校 通学区域
- 細島小学校 通学区域

## アクセス
- 宮交バス 江良3丁目下車